# أبو رمل (الحريق)
أبو رمل، هي قرية من فئة (ب) تقع في محافظة الحريق، والتابعة لمنطقة الرياض في السعودية. وتبعد أبو رمل عن محافظة الحريق بمسافة تقارب () كم.